# Muchinka (Mansa)
Muchinka è un ward dello Zambia, parte della Provincia di Luapula e del Distretto di Mansa.